# Dirección de Asuntos Económicos del Ejército de Tierra de España

Escudo de la Dirección de Asuntos Económicos del Ejército de Tierra.

La Dirección de Asuntos Económicos (DIAE) es el órgano del Apoyo a la Fuerza del Ejército de Tierra de España responsable de gerencia y supervisión de los fondos públicos percibidos por esta rama de las Fuerzas Armadas, de su contabilidad y de los contratos públicos que suscriba. Tiene encomendada la elaboración técnica del anteproyecto de presupuesto del Ejército de Tierra y la centralización de toda la información, tanto la relacionada con la previsión y ejecución de los programas como con el presupuesto. Este organismo atiende la gestión de los recursos financieros no asignados expresamente a ningún otro órgano del Ejército de Tierra. Tiene su sede en el Cuartel General del Ejército, situado en la ciudad de Madrid.
La Dirección de Asuntos Económicos posee la siguiente estructura:
1. Secretaría Técnica
2. Subdirección de Contabilidad y Presupuesto
3. Subdirección de Gestión Económica y Contratación
4. Órganos periféricos:
  1. Jefatura de Intendencia de Asuntos Económicos Centro, en Madrid.
  2. Jefatura de Intendencia de Asuntos Económicos Sur, en Sevilla.
  3. Jefatura de Intendencia de Asuntos Económicos Este, en Zaragoza.
  4. Jefatura de Intendencia de Asuntos Económicos Oeste, en Valladolid.
5. Órganos colegiados:
  1. Junta de Contratación del Ejército de Tierra
  2. Junta Secundaria de Enajenaciones y Liquidadora de Material del Ejército de Tierra
  3. Mesa de Contratación del Ejército de Tierra